# Escudo de Tartagal
El escudo de Tartagal es el escudo oficial que utilizan las diferentes áreas y dependencias de la municipalidad de Tartagal. Representa una hoja con nueve digitaciones de sinople y un pedúnculo inferior, cargada en palo con una torre petrolera y una pila de diez troncos marrones por delante.

## Simbolismo
La hoja del fondo es la del tartago, árbol del cual se deriva el nombre de la ciudad. La torre de petróleo y la pila de troncos simbolizan sus principales industrias, la petrolera y la maderera. El sol incaico simboliza la fuerza y el valor de la ciudad.